# Ober (jezioro w Glarus)
Ober – jezioro w szwajcarskim kantonie Glarus. Powierzchnia jeziora to 0,24 km².